# Paul Constans
Pour les articles homonymes, voir Constans.
Paul Constans, né le 8 septembre 1857 à Néfiach (Pyrénées-Orientales) et mort le 4 octobre 1931 à Montluçon (Allier), est un homme politique français.

## Biographie
Paul André Ferdinand Constans naît à Néfiach, dans le Ribéral, une région très activement républicaine durant la Seconde république. Sa mère est sage-femme et son père tisserand. Ce dernier est lié par un ami commun aux frères Justin et Élie Alavaill, tous deux pionniers du radical-socialisme dans les Pyrénées-Orientales. Le jeune Paul Constans commence sa scolarité à l'École primaire supérieure de Perpignan et y prépare par la suite le concours des Arts et métiers. Faute de moyens suffisants, il est obligé d'interrompre ses études et devient alors employé de commerce à Perpignan.
Il monte à Paris en 1875 et y poursuit sa carrière d'employé de commerce dans divers magasins. Il contribue à fonder le syndicat des employés de commerce de Paris. Il change plusieurs fois de poste et finit par diriger une boutique de tissus à Montluçon.
Il se lie d'amitié avec Jean Dormoy, dont il devient l'adjoint à la mairie de Montluçon en 1896. Il le remplace en 1899 comme maire et comme conseiller général. Il laisse la place de maire à Marx Dormoy, le fils de Jean, en 1925, et garde son mandat de conseiller général jusqu'à son décès, présidant le conseil général de 1928 à 1931.
Après un premier échec en 1898, il est élu député en 1902. Il est réélu en 1906, mais battu en 1910. Il retrouve son siège en 1914, mais est à nouveau battu en 1919, au scrutin de liste. Il redevient député de 1924 à 1931. Par contre, il essuiera plusieurs échecs aux élections sénatoriales.
Un lycée porte son nom à Montluçon.
Une rue à Boulogne-Billancourt porte son nom.

## Mandats
Député de l'Allier
- 1902-1906
- 1906-1910
- 1914-1919
- 1924-1928
- 1928-1931

Conseiller général du canton de Montluçon-Ouest
- 1899-1922
- 1929-1931 (président)

Maire de Montluçon
- 1899-1902
- 1908-1925